# Oignon violet de Galmi
L’oignon violet de Galmi est une variété d'oignon (Allium cepa L.) cultivée dans la région de Galmi au Niger. Cette culture n'est pas protégée, mais une démarche pour créer une appellation d'origine (du type IGP) est en cours.
La culture de l'oignon est pratiquée au Niger depuis plusieurs siècles, notamment dans la vallée de la Magia (Tahoua). L’oignon violet de Galmi est à l'origine un écotype local qui  a  été  sélectionné  par  l’Institut de recherches agronomiques tropicales (IRAT) en  1975. Depuis lors, cet oignon a acquis une certaine réputation en Afrique de l'Ouest, les consommateurs des pays côtiers de cette région l'appréciant pour ses qualités culinaires (goût  piquant, coloration violette, aptitude à épaissir les sauces) et sa bonne conservation. De plus son nom commercial, « oignon violet de Galmi », est souvent interprété comme l’indication de sa provenance géographique.
Voulant profiter de cette réputation, une société sénégalaise, Tropicasem, a tenté d'obtenir un certificat d'obtention  végétale  (COV) », demande finalement rejetée par l'Organisation africaine de la propriété intellectuelle (OAPI). Cet épisode a poussé l'Association  des  coopératives  des  professionnels  de  la  filière  oignon  du  Niger  (ANFO) à enclencher un processus de protection et de  valorisation de l'oignon violet de Galmi par une indication géographique.
Des semences présentées comme étant des graines d'oignon violet de Galmi, vraisemblablement produites en Afrique du Sud, sont vendues dans divers pays de la région (Sénégal, Mali et Burkina Faso) par des sociétés étrangères basées notamment aux Pays-Bas, en violation de la réglementation des semences de la Communauté économique des États de l'Afrique de l'Ouest (CEDEAO).   